# Nekrolog 1775
Nekrolog
◄◄
| ◄
| 1771
| 1772
| 1773
| 1774
| 1775 | 1776 | 1777 | 1778 | 1779 | ► | ►►
Weitere Ereignisse | Allgemeiner Nekrolog 1775
Die Beschreibung der verstorbenen Person sollte so kurz wie möglich gehalten sein und nur deren signifikante Tätigkeit(en) enthalten.
Neue Namen ggf. auch unter dem Geburts- und Sterbedatum, also etwa unter 1. Januar und im Geburts- und Sterbejahr (2024) eintragen (nur bei entsprechender großer Wichtigkeit). Für Beispiele siehe die schon vorhandenen Artikel.
Außerdem über die fünf zuletzt Verstorbenen, zu denen es einen ausreichend guten Artikel für eine Präsentation auf der Hauptseite gibt, nach der todesbedingten Überarbeitung der Artikel ggf. auch unter Wikipedia Diskussion:Hauptseite informieren und sie am besten auch in den anderen Wikipedia-Sprachversionen eintragen. Tipp: Regelmäßig bei news.google.de nach „ist tot“, „gestorben“ oder „verstorben“ suchen.
Wenn eine Person gestorben ist, gibt es viele Seiten zu dieser Person in der Wikipedia, die davon auch betroffen sind und entsprechend aktualisiert werden müssen. Beispiele: Namenübersichtsseite, Geburtsjahr, Geburtsort-Seiten und viele mehr.
Wie finde ich die betroffenen Seiten?
Im Suchfeld auf der linken Seite gibt man den Suchbegriff so ein: „Vorname Nachname“. Dann klickt man auf Volltext und alle Seiten mit entsprechendem Suchtext werden aufgerufen. Hier sieht man dann schnell, wo auch das Todesjahr Sinn macht oder sogar ein Teil des Artikels angepasst werden muss. Auch hilft das „Werkzeug“ auf der linken Seite sehr gut, um solche Seiten aufzufinden: „Links auf diese Seite“. Somit ist die Wikipedia wieder aktuell in allen Bereichen! Hinweis: bei Eintragung der Kategorie „Gestorben JAHR“ wird der Missbrauchsfilter 49 ausgelöst, was jedoch nicht schlimm ist. Siehe: Spezial:Missbrauchsfilter/49
Dies ist eine Liste von im Jahr 1775 verstorbenen bekannten Persönlichkeiten. Die Einträge erfolgen innerhalb der einzelnen Daten alphabetisch sortiert. Tiere sind im Nekrolog für Tiere zu finden.

## Januar
| Tag        | Name                                  | Beruf, bekannt als                                                                  | Alter | Beleg |
| ---------- | ------------------------------------- | ----------------------------------------------------------------------------------- | ----- | ----- |
| 1. Januar  | Ahmad Shah                            | Großmogul von Indien                                                                | 49    |       |
| 3. Januar  | Heinrich Gottfried Koch               | deutscher Schauspieler und Theaterunternehmer                                       |       |       |
| 8. Januar  | John Baskerville                      | englischer Typograf, Schreibmeister, Drucker                                        | 68    |       |
| 9. Januar  | Johann Heinrich Fricke                | deutscher Jurist                                                                    | 34    |       |
| 10. Januar | Karl von Sievers                      | deutsch-baltischer Staatsmann und Oberhofmarschall der Zarin Katharina II.          | 64    |       |
| 13. Januar | Johann Georg Walch                    | deutscher evangelisch-lutherischer Theologe                                         | 81    |       |
| 14. Januar | Peter Schenk der Jüngere              | deutscher Kupferstecher und Kartenverleger                                          | 81    |       |
| 15. Januar | Giovanni Battista Sammartini          | italienischer Komponist der Vorklassik                                              |       |       |
| 17. Januar | Gottfried August Gründler             | deutscher Maler, Zeichner, Kupferstecher, Kunsthandwerker und Naturforscher         | 65    |       |
| 17. Januar | Vincenzo Riccati                      | italienischer Mathematiker und Physiker                                             | 68    |       |
| 18. Januar | Carl Magnus von Schwerin              | königlich preußischer Generalmajor und Ritter des Pour le Merite                    | 59    |       |
| 19. Januar | Johann Adam Löw                       | deutscher evangelischer Geistlicher                                                 | 64    |       |
| 20. Januar | Sebastian Klotz                       | Geigenbauer in Mittenwald                                                           | 79    |       |
| 20. Januar | Friedrich Florenz Raban von der Wenge | Offizier in kurkölnischen, kaiserlichen, paderbornischen und münsterischen Diensten |       |       |
| 21. Januar | Jemeljan Iwanowitsch Pugatschow       | russischer Don-Kosake und der Anführer des Bauernaufstands (1773–1775)              |       |       |
| 21. Januar | Johann Jakob Joseph Sündermahler      | deutscher Rechtsgelehrter und Hochschullehrer                                       |       |       |
| 25. Januar | Georg Friedrich Schmidt               | deutscher Maler, Kupferstecher und Radierer                                         | 63    |       |
| 26. Januar | Johann Gregorius Höroldt              | deutscher Porzellanmaler                                                            |       |       |
| 26. Januar | Shuja-ud-Daula                        | Gouverneur von Avadh und Wesir am Mogulhof                                          | 43    |       |
| 30. Januar | Jürgen Elert Kruse                    | deutscher Pädagoge und Autor                                                        | 65    |       |

## Februar
| Tag         | Name                                | Beruf, bekannt als                                                                                | Alter | Beleg |
| ----------- | ----------------------------------- | ------------------------------------------------------------------------------------------------- | ----- | ----- |
| 4. Februar  | Ferdinando Maria de Rossi           | italienischer Kardinal der Römischen Kirche                                                       | 78    |       |
| 4. Februar  | Samuel Stierneld                    | schwedischer Feldmarschall                                                                        | 74    |       |
| 5. Februar  | Eusebius Amort                      | deutscher katholischer Theologe                                                                   | 82    |       |
| 6. Februar  | William Dowdeswell                  | britischer Politiker                                                                              | 53    |       |
| 6. Februar  | Ferdinand Weitzenegger              | deutscher Baumeister des Barockzeitalters                                                         | 70    |       |
| 10. Februar | Joseph Stübicher                    | österreichischer Zisterzienser und Abt                                                            |       |       |
| 15. Februar | Diego Fernández                     | andalusischer Cembalobauer                                                                        | 71    |       |
| 16. Februar | Jean-Baptiste Vivien de Châteaubrun | französischer Dramatiker                                                                          |       |       |
| 19. Februar | Eustachius Friedrich von Löser      | kursächsischer Generalmajor und Festungskommandant                                                | 75    |       |
| 22. Februar | Simon Leonhard von Haerlem          | deutscher Oberdeichinspektor                                                                      | 73    |       |
| 25. Februar | William Small                       | schottischer Gelehrter, Lehrer Thomas Jeffersons und Mitbegründer der Lunar Society of Birmingham | 40    |       |
| 27. Februar | Johann Ernst Greding                | deutscher Arzt                                                                                    | 56    |       |
| 28. Februar | Antoine-Claude Briasson             | französischer Verleger                                                                            | 74    |       |
| 28. Februar | Johann Jacob Schickler              | Kaufmann, Unternehmer und Bankier in Preußen                                                      | 63    |       |
| 28. Februar | Xiao Yi Chun                        | Konkubine des chinesischen Kaisers Qianlong                                                       |       |       |

## März
| Tag      | Name                              | Beruf, bekannt als                                                            | Alter | Beleg |
| -------- | --------------------------------- | ----------------------------------------------------------------------------- | ----- | ----- |
| 2. März  | Nikolaos Doxaras                  | griechischer Maler                                                            |       |       |
| 3. März  | Richard Dunthorne                 | englischer Astronom und Landvermesser                                         |       |       |
| 5. März  | Pierre-Laurent Buirette de Belloy | französischer Dramatiker und Schauspieler                                     | 47    |       |
| 6. März  | Johann Baptist von Schauenburg    | Grossprior des deutschen Grosspriorats der Malteser und Fürst von Heitersheim | 73    |       |
| 7. März  | Ernst von Gianini                 | österreichischer Feldmarschallleutnant                                        | 55    |       |
| 11. März | Georg Ludwig Avenarius            | thüringischer Jurist und preußischer Resident                                 | 75    |       |
| 12. März | Joseph Esperlin                   | oberschwäbischer und Basler Maler des Spätbarock und Rokoko                   |       |       |
| 15. März | Christian Samuel Butz             | sächsischer Bergmeister und Berggeschworener                                  |       |       |
| 16. März | Friedrich von Wangenheim          | preußischer Oberst und Ritter des Orden Pour le Mérite                        |       |       |
| 18. März | Heinrich Wilhelm von Billerbeck   | königlich-preußischer Oberst                                                  | 68    |       |
| 20. März | Francesco de Los Rios             | Feldmarschall Heiliges Römisches Reich                                        |       |       |
| 21. März | Johann Christian Flemming         | deutscher Orgelbauer                                                          | ≈70   |       |
| 21. März | Thomas Penn                       | englischer Großgrundbesitzer                                                  | 73    |       |
| 27. März | Joseph Kranzinger                 | österreichischer Porträtmaler                                                 | 44    |       |

## April
| Tag       | Name                                  | Beruf, bekannt als                                                         | Alter | Beleg |
| --------- | ------------------------------------- | -------------------------------------------------------------------------- | ----- | ----- |
| 1. April  | Johann Friedrich Funk                 | Schweizer Ebenist                                                          |       |       |
| 2. April  | Matthäus Rieger                       | deutscher Buchhändler und Verleger                                         | 69    |       |
| 3. April  | Hans Wolff von Falckenhayn            | preußischer Landrat                                                        |       |       |
| 5. April  | Ludwig Martin Kahle                   | deutscher Philosoph und Rechtswissenschaftler                              | 62    |       |
| 5. April  | Simon-Nicolas de Montjoie-Hirsingue   | Fürstbischof von Basel                                                     | 81    |       |
| 10. April | Gabriel Dubau                         | Abt des Klosters Neuzelle                                                  | 75    |       |
| 10. April | Jonas Haas                            | deutscher Kupferstecher                                                    |       |       |
| 10. April | Hans Wilhelm von Kanitz               | preußischer Generalleutnant und Ritter des Pour le Merite                  | 82    |       |
| 12. April | Pierre Soubeyran                      | schweizerisch-französischer Kupferstecher und Enzyklopädist                | 68    |       |
| 13. April | Christian Friedrich Krafft            | deutscher Maler                                                            | 59    |       |
| 14. April | Ernestine Theodora von Pfalz-Sulzbach | Priorin des Karmelitinnenklosters in Neuburg                               | 77    |       |
| 16. April | Elias Friedrich Schmersahl            | deutscher lutherischer Theologe, Prediger und Literaturhistoriker          | 56    |       |
| 18. April | Christian von der Marwitz             | preußischer Landrat                                                        | 69    |       |
| 24. April | John Rutty                            | englischer Mediziner, Chemiker und Naturforscher                           | 77    |       |
| 24. April | Franz Xaver Schmuzer                  | deutscher Maler und Stuckateur                                             |       |       |
| 26. April | Josiah Quincy II                      | US-amerikanischer Anwalt                                                   | 31    |       |
| 27. April | Peter Böhler                          | deutscher evangelischer Missionar und Bischof der Herrnhuter Brüdergemeine | 62    |       |
| 27. April | Maria Josepha Barbara Broger          | Schweizer Liedersängerin und -sammlerin                                    | 70    |       |

## Mai
| Tag     | Name                                       | Beruf, bekannt als                                        | Alter | Beleg |
| ------- | ------------------------------------------ | --------------------------------------------------------- | ----- | ----- |
| 1. Mai  | Giovanni Paolo Gaspari                     | italienischer Theatermaler                                |       |       |
| 5. Mai  | Karl Joseph Riepp                          | Orgelbauer                                                | 65    |       |
| 6. Mai  | Josias von Qualen                          | Propst des Klosters Preetz                                | 69    |       |
| 9. Mai  | Vittoria Tesi                              | italienische Opernsängerin und Gesangslehrerin            | 74    |       |
| 10. Mai | Charlotte Ackermann                        | deutsche Schauspielerin                                   | 17    |       |
| 10. Mai | Caroline Mathilde                          | Königin von Dänemark (1767–1772)                          | 23    |       |
| 12. Mai | Friederike von Sachsen-Gotha-Altenburg     | deutsche Adlige, Herzogin von Sachsen-Weißenfels          | 59    |       |
| 13. Mai | Georg Friedrich von Johnssen               | Abenteurer und erster großer freimaurerischer Hochstapler |       |       |
| 14. Mai | Dietrich Reichard von Meyerinck            | preußischer Generalleutnant                               | 74    |       |
| 15. Mai | Hans-Friedrich von Krusemark               | preußischer Generalleutnant                               | 54    |       |
| 15. Mai | Clemente Orlandi                           | italienischer Architekt                                   |       |       |
| 15. Mai | Johann Daniel Ritter                       | deutscher Historiker                                      | 65    |       |
| 16. Mai | Veitel Heine Ephraim                       | preußischer Hoffaktor und Manufakturinhaber               |       |       |
| 17. Mai | Carlo Carlone                              | italienischer Maler und Freskant                          | 88    |       |
| 17. Mai | Johann Joachim Kändler                     | deutscher Modelleur der Meißener Porzellanmanufaktur      | 68    |       |
| 18. Mai | Abraham Benoit                             | Schweizer Magistrat                                       | 71    |       |
| 19. Mai | Anna Bokan                                 | niederländische Schauspielerin, Tänzerin und Sängerin     |       |       |
| 22. Mai | Peter August                               | Herzog von Schleswig-Holstein-Sonderburg-Beck             | 77    |       |
| 22. Mai | Emanuel Philibert von Waldstein-Wartenberg | Adliger                                                   | 44    |       |
| 25. Mai | Anton Marxer                               | österreichischer Geistlicher, Wiener Weihbischof          | 72    |       |
| Mai     | Johann Friedrich Stapfer                   | Schweizer reformierter Theologe                           | 67    |       |

## Juni
| Tag      | Name                       | Beruf, bekannt als                                                                             | Alter | Beleg |
| -------- | -------------------------- | ---------------------------------------------------------------------------------------------- | ----- | ----- |
| 5. Juni  | Johann Philipp Burggrave   | deutscher Arzt                                                                                 | 74    |       |
| 11. Juni | Egidio Duni                | italienischer Opernkomponist                                                                   | 67    |       |
| 12. Juni | Christian Ludwig Taddel    | mecklenburgischer Verwaltungsjurist und Kirchenlieddichter                                     | 69    |       |
| 15. Juni | Johann Anton Aigner        | katholischer Priester in Passau und Peuerbach                                                  | 73    |       |
| 17. Juni | John Pitcairn              | britischer Marineoffizier                                                                      |       |       |
| 17. Juni | Joseph Warren              | erster amerikanischer Soldat, der im Amerikanischen Unabhängigkeitskrieg starb                 | 34    |       |
| 18. Juni | Christoph Friedrich Schott | deutscher Bibliothekar sowie Hochschullehrer der evangelischen Theologie und Philosophie       | 55    |       |
| 21. Juni | Karl                       | deutscher Fürst aus der Linie von Nassau-Usingen                                               | 63    |       |
| 23. Juni | James Abercrombie junior   | britischer Offizier im Franzosen- und Indianerkrieg und im amerikanischen Unabhängigkeitskrieg |       |       |
| 23. Juni | Karl Ludwig von Pöllnitz   | preußischer Schriftsteller und Abenteurer                                                      | 83    |       |
| 24. Juni | Antonino Sersale           | italienischer römisch-katholischer Geistlicher, Erzbischof von Neapel und Kardinal             |       |       |
| 27. Juni | Ignaz Günther              | deutscher Bildhauer                                                                            | 49    |       |

## Juli
| Tag      | Name                                 | Beruf, bekannt als                                                                | Alter | Beleg |
| -------- | ------------------------------------ | --------------------------------------------------------------------------------- | ----- | ----- |
| 7. Juli  | Gisbert Matthias Elsner              | deutscher reformierter Theologe                                                   | 77    |       |
| 11. Juli | Simon Boerum                         | US-amerikanischer Politiker                                                       | 51    |       |
| 13. Juli | Louis Charles de Bourbon, comte d’Eu | Fürst von Dombes                                                                  | 73    |       |
| 15. Juli | Servais Duriau                       | römisch-katholischer Geistlicher, Zisterzienser, Enzyklopädist und Graphiksammler | 74    |       |
| 20. Juli | Anna Maria Strada                    | italienische Opernsängerin (Sopran)                                               |       |       |
| 21. Juli | Szymon Czechowicz                    | polnischer Maler                                                                  |       |       |
| 25. Juli | Joseph Ignatz Claus                  | katholischer Pfarrer                                                              |       |       |
| 28. Juli | Heinrich Wilhelm Clemm               | deutscher Theologe und Mathematiker                                               |       |       |
| 30. Juli | Daniel Heinrich Arnoldt              | deutscher lutherischer Theologe und Geistlicher                                   | 68    |       |
| 30. Juli | Christian Reichart                   | deutscher Ratsmeister und Gärtner, Begründer des Gartenbaus in Deutschland        | 90    |       |

## August
| Tag        | Name                                              | Beruf, bekannt als                                            | Alter | Beleg |
| ---------- | ------------------------------------------------- | ------------------------------------------------------------- | ----- | ----- |
| 1. August  | Ascanius Hainbogen                                | Prämonstratensermönch, Abt des Klosters Neustift bei Freising | 69    |       |
| 6. August  | Heinrich Nikolaus Gerber                          | deutscher Komponist und Organist                              | 72    |       |
| 9. August  | Johann Ernst Gotzkowsky                           | preußischer Kaufmann und Patriot                              | 64    |       |
| 10. August | César de Missy                                    | deutscher Theologe und Büchersammler                          | 72    |       |
| 12. August | Christian Nettelbladt                             | deutscher Jurist                                              | 78    |       |
| 13. August | Michał Fryderyk Czartoryski                       | Großkanzler von Litauen                                       | 79    |       |
| 14. August | Franz Josef Holzinger                             | österreichischer Stuckateur und Bildhauer                     |       |       |
| 16. August | Jacob Langebek                                    | dänischer Historiker                                          | 65    |       |
| 17. August | Franz Johann Wilhelm von Salm-Reifferscheidt-Dyck | regierender Graf von Salm-Reifferscheidt-Dyck                 | 60    |       |
| 21. August | Dhaher al-Omar                                    | arabisch-beduinischer Herrscher in Galiläa                    |       |       |
| 22. August | Peter Georg von Puttkamer                         | preußischer Oberst                                            | 61    |       |
| 22. August | Karl Sardagna                                     | Jesuit und Religionslehrer                                    | 44    |       |
| 25. August | Hans-Jost Herchheimer                             | Siedler in den USA                                            |       |       |

## September
| Tag           | Name                               | Beruf, bekannt als                                                                            | Alter | Beleg |
| ------------- | ---------------------------------- | --------------------------------------------------------------------------------------------- | ----- | ----- |
| 8. September  | Louis-François Néel de Christot    | französischer römisch-katholischer Geistlicher, Bischof von Sées                              | 77    |       |
| 9. September  | Karl Friedrich von Meyer           | königlich preußischer Generalleutnant                                                         |       |       |
| 10. September | Ebba Margaretha De la Gardie       | schwedische Gräfin                                                                            | 70    |       |
| 10. September | Christoph von der Schulenburg      | preußischer Hauptmann und Landrat                                                             | 63    |       |
| 12. September | Engelbert Üllenberg                | Bürgermeister von Elberfeld                                                                   |       |       |
| 13. September | Guillaume Mazéas                   | Physiker                                                                                      | 55    |       |
| 20. September | Valentin von Massow                | preußischer Staatsminister und Beamter                                                        | 62    |       |
| 21. September | Leopold Alexander von Wartensleben | Komtur von Schivelbein, preußischer Generalleutnant, Landdrost von Hetter, Rees und Isselburg | 64    |       |
| 23. September | Konstantin Schütz von Holzhausen   | deutscher katholischer Priester, Weihbischof in Fulda und Titularbischof von Mennith, Arabien | 65    |       |
| 24. September | Emanuel Büchel                     | Schweizer Bäcker, Zeichner, Topograph und Aquarellist                                         | 70    |       |
| 25. September | Jacobus Poel                       | deutscher Kaufmann und Kommerzienrat                                                          |       |       |
| 26. September | Julius Friedrich von Keffenbrink   | deutscher Kirchenjurist                                                                       | 61    |       |
| 26. September | Franz Karl von der Leyen           | deutscher Reichsgraf                                                                          | 39    |       |
| 30. September | Christian Ernst Endter             | deutscher Arzt und Sachbuchautor                                                              | 82    |       |
| September     | Peter von Meinicke                 | königlich-preußischer Generalmajor                                                            |       |       |

## Oktober
| Tag         | Name                                     | Beruf, bekannt als | Alter | Beleg |
| ----------- | ---------------------------------------- | --- | ----- | ----- |
| 2. Oktober  | Kaga no Chiyojo                          | japanische Schriftstellerin                                                                                             |       |       |
| 10. Oktober | Louis Nicolas Victor de Félix d’Ollières | französischer Militär des Ancien Régime                                                                                 | 64    |       |
| 13. Oktober | James Cholmondeley                       | britischer General und Politiker                                                                                        | 67    |       |
| 16. Oktober | Franz Konrad von Rodt                    | Bischof von Konstanz (1750–1775)                                                                                        | 69    |       |
| 18. Oktober | Christian August Crusius                 | deutscher evangelischer Theologe und Philosoph                                                                          | 60    |       |
| 18. Oktober | Paul vom Kreuz                           | italienischer katholischer Mystiker und Gründer der Kongregation vom Leiden Jesu Christi                                | 81    |       |
| 21. Oktober | Maria Wilhelmina von Auersperg           | Geliebte von Kaiser Franz I. Stephan (HRR)                                                                              | 37    |       |
| 21. Oktober | Johann Tobias Carrach                    | deutscher Rechtswissenschaftler                                                                                         | 73    |       |
| 21. Oktober | François-Hubert Drouais                  | französischer Porträtmaler                                                                                              | 47    |       |
| 21. Oktober | Folkert Krey                             | Pädagoge, Autor | 83    |       |
| 21. Oktober | Peyton Randolph                          | erster Präsident des Kontinentalkongresses                                                                              | 54    |       |
| 21. Oktober | Julius Heinrich Schwarze                 | deutscher Baumeister |       |       |
| 22. Oktober | Ferdinand Ganal                          | deutscher Bildhauer | 72    |       |
| 23. Oktober | Benedikta Grasmaier                      | deutsche Zisterzienserin                                                                                                |       |       |
| 23. Oktober | Alexander Jakob von der Schulenburg      | kurfürstlich braunschweig-lüneburgischer Generalmajor, Erbherr vom Emden, Altenhausen sowie Hohenwarsleben mit Ivenrode | 65    |       |
| 25. Oktober | Johan Maurits Mohr                       | deutsch-niederländischer Astronom                                                                                       | 59    |       |
| 26. Oktober | Pierre Edme Babel                        | französischer Maler, Kupferstecher und Bildschnitzer                                                                    | 55    |       |
| 27. Oktober | Karl Christoph von Schmettau             | königlich preußischer Generalleutnant, Gouverneur der Festung Peiz und Amtshauptmann von Ziesar                         | 79    |       |
| 29. Oktober | Gabriel-François Venel                   | französischer Arzt, Chemiker und Enzyklopädist                                                                          | 52    |       |
| 31. Oktober | Johann Wilhelm von Trautson              | österreichischer Reichshofrat, Obersthofmeister und Landmarschall                                                       | 75    |       |
| Oktober     | Domingo de Boenechea                     | spanischer Seefahrer | 61    |       |

## November
| Tag          | Name                                  | Beruf, bekannt als                                                                            | Alter | Beleg |
| ------------ | ------------------------------------- | --------------------------------------------------------------------------------------------- | ----- | ----- |
| 1. November  | Pierre-Joseph Bernard                 | französischer Dichter                                                                         | 67    |       |
| 2. November  | Johann Klefeker                       | deutscher Syndikus                                                                            | 77    |       |
| 3. November  | Johann Valentin Bontemps              | deutscher Porzellanmaler und Porzellankünstler                                                |       |       |
| 3. November  | Juan José Pérez Hernández             | spanischer Entdecker und Ethnograph                                                           |       |       |
| 5. November  | Christian IV.                         | Herzog von Zweibrücken                                                                        | 53    |       |
| 5. November  | Gottlob David Hartmann                | deutscher Schriftsteller                                                                      | 23    |       |
| 6. November  | Johann Friedrich Bahrdt               | deutscher evangelischer Theologe                                                              | 62    |       |
| 7. November  | Johann Gottfried Hildebrandt          | deutscher Orgelbauer                                                                          |       |       |
| 7. November  | François Rebel                        | französischer Komponist                                                                       | 74    |       |
| 9. November  | Friedrich Georg Riedesel zu Eisenbach | Offizier, 23. Hessischer Erbmarschall                                                         | 72    |       |
| 9. November  | Francisco Ximenes de Texada           | 69. Großmeister des Malteserordens                                                            |       |       |
| 13. November | Jeanne d’Urfé                         | französische Okkultistin                                                                      |       |       |
| 16. November | Marian Paradeiser                     | niederösterreichischer Komponist und Benediktiner                                             |       |       |
| 18. November | Johann Michael von Benckendorff       | Generalleutnant in der Kaiserlich-russischen Armee                                            | 55    |       |
| 21. November | John Hill                             | englischer Apotheker, Arzt, Botaniker und Schriftsteller                                      |       |       |
| 24. November | Lorenzo Ricci                         | Generaloberer der Societas Jesu (Jesuitenorden)                                               | 72    |       |
| 27. November | Reinhard von Gemmingen-Hornberg       | deutscher Reichsritter, Militär                                                               | 65    |       |
| 27. November | Otto Christopher von der Howen        | kurländisch-semgallischer Beamter und Politiker                                               | 76    |       |
| 28. November | Johann Matthias Schild                | deutscher Porträt-, Tier- und Stilllebenmaler des Rokoko sowie kurkölnischer Hofmaler zu Bonn | 74    |       |
| 29. November | Giovanni Lorenzo Somis                | italienischer Violinist, Komponist und Maler                                                  | 87    |       |

## Dezember
| Tag          | Name                                   | Beruf, bekannt als                                                           | Alter | Beleg |
| ------------ | -------------------------------------- | ---------------------------------------------------------------------------- | ----- | ----- |
| 1. Dezember  | Georg Christoph von Daembke            | zweiter Chef des Invalidenkorps und Kommandant des Invalidenhauses in Berlin | 56    |       |
| 1. Dezember  | Thomas von Fritsch                     | sächsischer Staatsmann                                                       |       |       |
| 2. Dezember  | Christen Djurhuus                      | dänischer Pastor auf den Färöern                                             | 67    |       |
| 2. Dezember  | Paul Joseph von Riegger                | Jurist und Staatskirchenrechtslehrer                                         | 70    |       |
| 3. Dezember  | Jacob Heinrich Born                    | sächsischer Jurist und Bürgermeister von Leipzig                             |       |       |
| 4. Dezember  | Fürstin Tarakanowa                     | russische Thronprätendentin als angebliche Tochter der Zarin Elisabeth I.    |       |       |
| 7. Dezember  | Charles Saunders                       | Admiral der Royal Navy und Erster Lord der Admiralität                       |       |       |
| 7. Dezember  | Fabrizio Serbelloni                    | italienischer Kardinal                                                       | 80    |       |
| 8. Dezember  | Josef Ignaz Mildorfer                  | österreichischer Maler                                                       | 56    |       |
| 9. Dezember  | Pietro Gnocchi                         | italienischer Komponist im Stil des neapolitanischen Barock                  | 86    |       |
| 15. Dezember | Ludwig Kasimir                         | Graf in Isenburg-Büdingen sowie dänischer General und Diplomat               | 65    |       |
| 15. Dezember | Paul Joseph Malachow von Malachowski   | königlich preußischer Generalleutnant                                        | 62    |       |
| 15. Dezember | Marie-Angélique Memmie LeBlanc         | französisches Wolfskind ungeklärter Herkunft                                 |       |       |
| 18. Dezember | Dietrich Christoph Gustav von Maltzahn | preußischer Landrat                                                          | 49    |       |
| 19. Dezember | Martin Du Bellay                       | französischer römisch-katholischer Geistlicher, Abt und Bischof              | 72    |       |
| 20. Dezember | Sigismund Streit                       | deutscher Kaufmann und Mäzen                                                 | 88    |       |
| 21. Dezember | Philipp Ernst Raufseysen               | deutscher Schriftsteller                                                     |       |       |
| 24. Dezember | Bernardino de Vecchi                   | römisch-katholischer Kardinal                                                | 76    |       |
| 31. Dezember | Richard Montgomery                     | amerikanischer General im Unabhängigkeitskrieg                               | 37    |       |
| Dezember     | Antonio Gaetano Pampani                | italienischer Kapellmeister, Opern- und Oratorienkomponist                   |       |       |
| Dezember     | Manuel de Salamanca                    | spanischer Offizier, der als Gouverneur von Chile amtierte                   |       |       |

## Datum unbekannt
| Tag | Name                               | Beruf, bekannt als                                  | Alter | Beleg |
| --- | ---------------------------------- | --------------------------------------------------- | ----- | ----- |
|     | Albrecht Friedrich von Borck       | preußischer Oberst und Regimentschef                |       |       |
|     | Fra Cyprian                        | Kamaldulensermönch                                  |       |       |
|     | Valentin Jamerai Duval             | französischer Numismatiker                          |       |       |
|     | Gustav Eberhard von Greiffenpfeil  | Landrat des Kreises Greifenhagen                    |       |       |
|     | Karl Theophil Guichard             | preußischer Offizier und Militärschriftsteller      |       |       |
|     | Christian Viktor Herold            | deutscher Glockengießer, Rotschmied und Stückgießer |       |       |
|     | Siluan Kolesnikow                  | russischer Förderer des Duchoborzentums             |       |       |
|     | Johann Nepomuk von Montfort        | Domherr zu Köln                                     |       |       |
|     | Muhammad Bey Abu Dahab             | Bey der Mamluken in Ägypten                         |       |       |
|     | Philipp Muttone                    | Baumeister                                          |       |       |
|     | Prithvi Narayan Shah               | König von Nepal                                     |       |       |
|     | Mohammed ibn Abdel Karim al-Samman | ʿālim und Mystiker                                  |       |       |
|     | Christian Friedrich Schulze        | deutscher Wissenschaftler                           |       |       |
|     | Gustav Andreas Wolfgang            | deutscher Maler und Kupferstecher                   |       |       |